# Distichium inclinatum
Distichium inclinatum là một loài rêu cho tới gần đây được xếp trong họ đa ngành Ditrichaceae, nhưng gần đây được tách ra xếp trong họ Distichiaceae. Loài này được Johann Hedwig mô tả khoa học đầu tiên năm 1801 dưới danh pháp Cynontodium inclinatum. Năm 1846 Philipp Bruch và Wilhelm Philipp Schimper chuyển nó sang chi Distichium.